# Гортен
Гортен (норв. Horten) — прибережне місто та муніципалітет у фюльке Вестфолл, розташований на західному березі Осло-фіорда в Норвегії. Площа території 70,2 км².

## Назва
Місто бере назву від селища Гортен, яке знаходилась на цій території до надання Гортену статусу міста.

## Географія
Гортен знаходиться на південному сході Норвегії недалеко від столиці Осло, між Голместранном і Тенсберґом. Сполучений вторинними автомобільними дорогами з головними автошляхами. Через муніципалітет проходить залізнична лінія Вестфоллбанен. На сході має близько 40 км берегової лінії в напрямку Осло-фйорду, з прибережною стежкою та кількома великими відкритими територіями.

## Історія
На території муніципалітету можна знайти сліди поселень, які простежуються аж до кам’яної доби. Курганний цвинтар Борре неподалік міста свідчить, що місто було важливим поселенням в епоху вікінгів. 
Королівським указом від 21 листопада 1818 року було ухвалено, що штаб військово-морського флоту а також верф при ньому має бути побудований на фермі Гортен у тодішній парафії Борре (пізніше округ Borre у 1837 році). Не передавши це питання на розгляд Стортингу, кронпринц-регент Карл Юхан вирішив, що нове головне військове відділення Норвегії має бути перенесено з Ставерна до Гортена. Конкретно для бази обрали на крайній східно-південній ділянці Гортена, яку перегородили каналом, відомим як Гортський канал. Хоча його і побудували для човнів, щоб витягувати їх з фйорду при сильних вітрах, його другорядною роллю був рів для бази. 

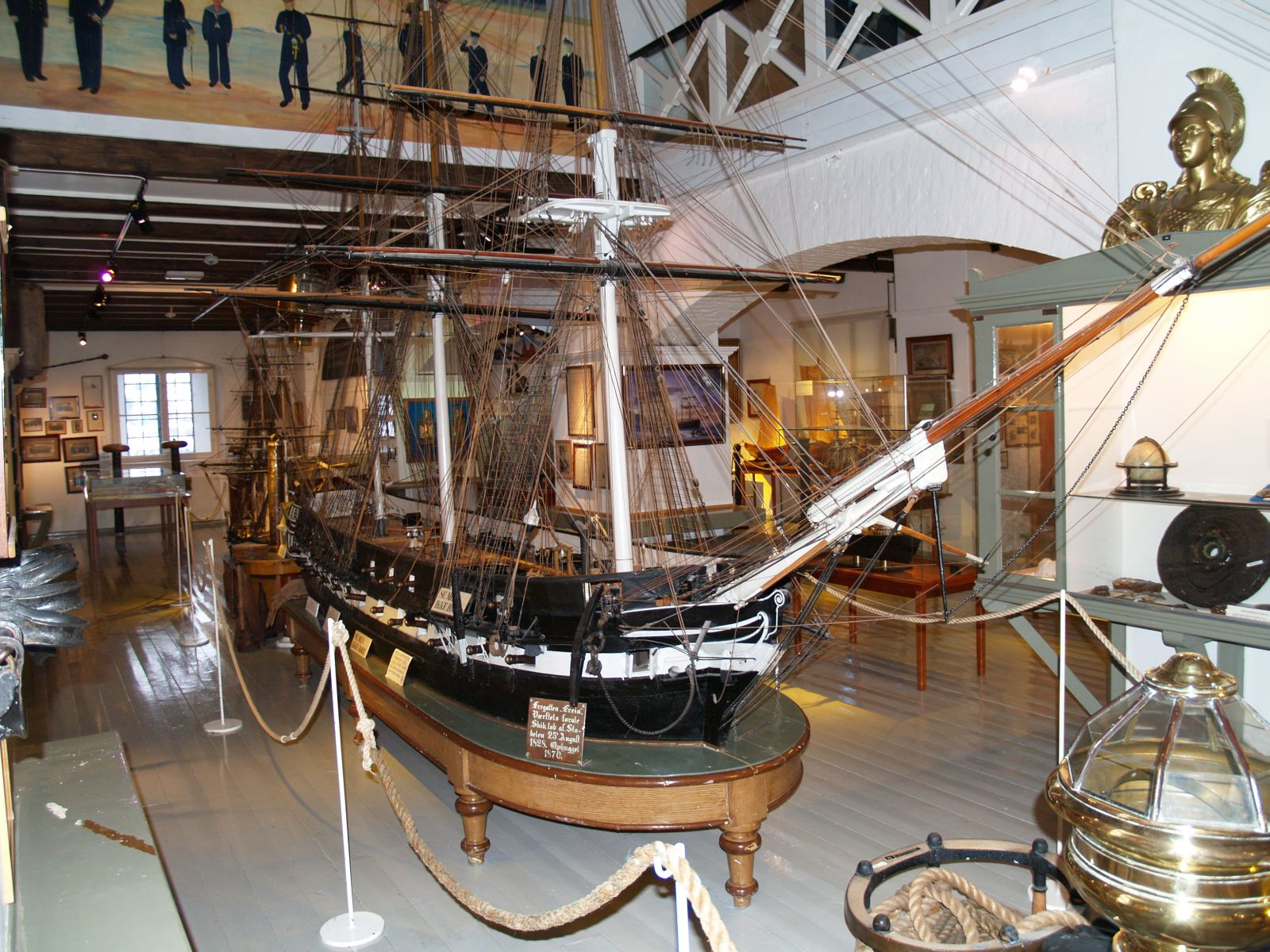
Модель «Фреї» в місцевому морському музеї

Минуло десять років від рішення короля побудувати штаб в Гортені до моменту спуску на воду першого корабля в верфі при ньому. 25 серпня 1828 року фрегат «Фрейя» спустили на воду. База була названа Карлйогансвен у 1855 році на честь короля Карла Юхана. Цікаво, що сам він ніколи не відвідував заклад.
Військово-морська академія при штабі була заснована в 1864 році.
Головна верф Військово-морського флоту стала компанією «Horten Verft» і основою муніципалітету, маючи 2000 робочих місць. Компанія збанкрутувала в 1987 році. Після цього територія великої верфі перетворилася на бізнес-парк із групою менших компаній. Також більша частина комплексу охороняється як історичні пам'ятки. Працюють два музеї, військово-морський та музей фотографії.
У 1963 році головну базу військово-морського флоту було перенесено в Берген.
Гортен став містечком в 1858 році та містом у 1907 році, міський герб Гортена був першим міським гербом, затвердженим королем Гоконом VII. Муніципалітети Борре та Осгордстранн були об’єднані в 1965 році, а Гортен і Борре об’єдналися в муніципалітет Борре 1 січня 1988 року. 1 червня 2002 року муніципалітет змінив свою назву на теперішню 

## Транспорт
З 1582 року Гортен є поромним портом для маршруту Гортен–Мосс.
Гортен був з'єднаний із залізничною мережею Норвегії через власну гілку, лінію Гортен від Вестфоллбанена. Лінія була закрита у 2007 році. Вона діяла з 13 жовтня 1881 року.

## Демографія

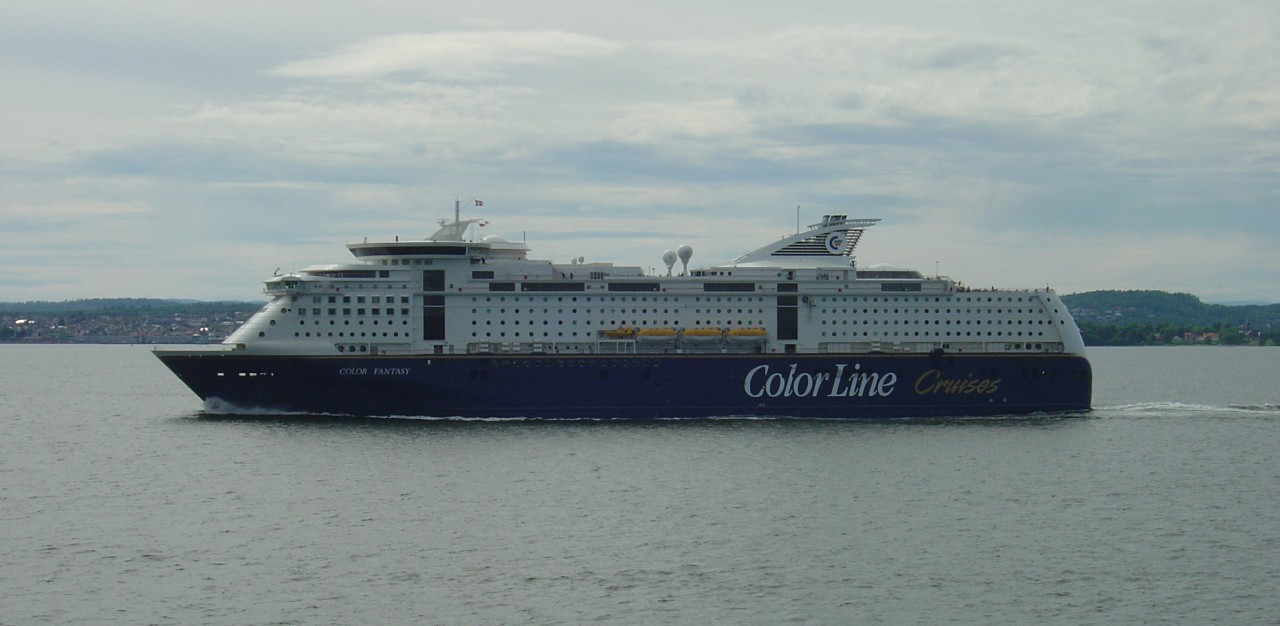
MS Color Fantasy заходить до Гортену

Станом на 2015 рік Кількість населення ≈ 26 900 осіб. Як і в більшості міст Норвегії у Гортені І тип відтворення населення. Природний приріст сягає 0,6 % на рік.

## Економіка
Статистика Міністерства муніципальних справ показує, що Гортен був найбіднішим муніципалітетом країни в 2011 році. Звіт вказує, що сума всіх безкоштовних доходів у Гортені на 12 відсотків нижча від середнього по країні. Це означає, що на кожну крону, на яку середньостатистичний муніципалітет Норвегії повинен надавати послуги, Гортен має лише 0,88 крон.

## Культура і спорт

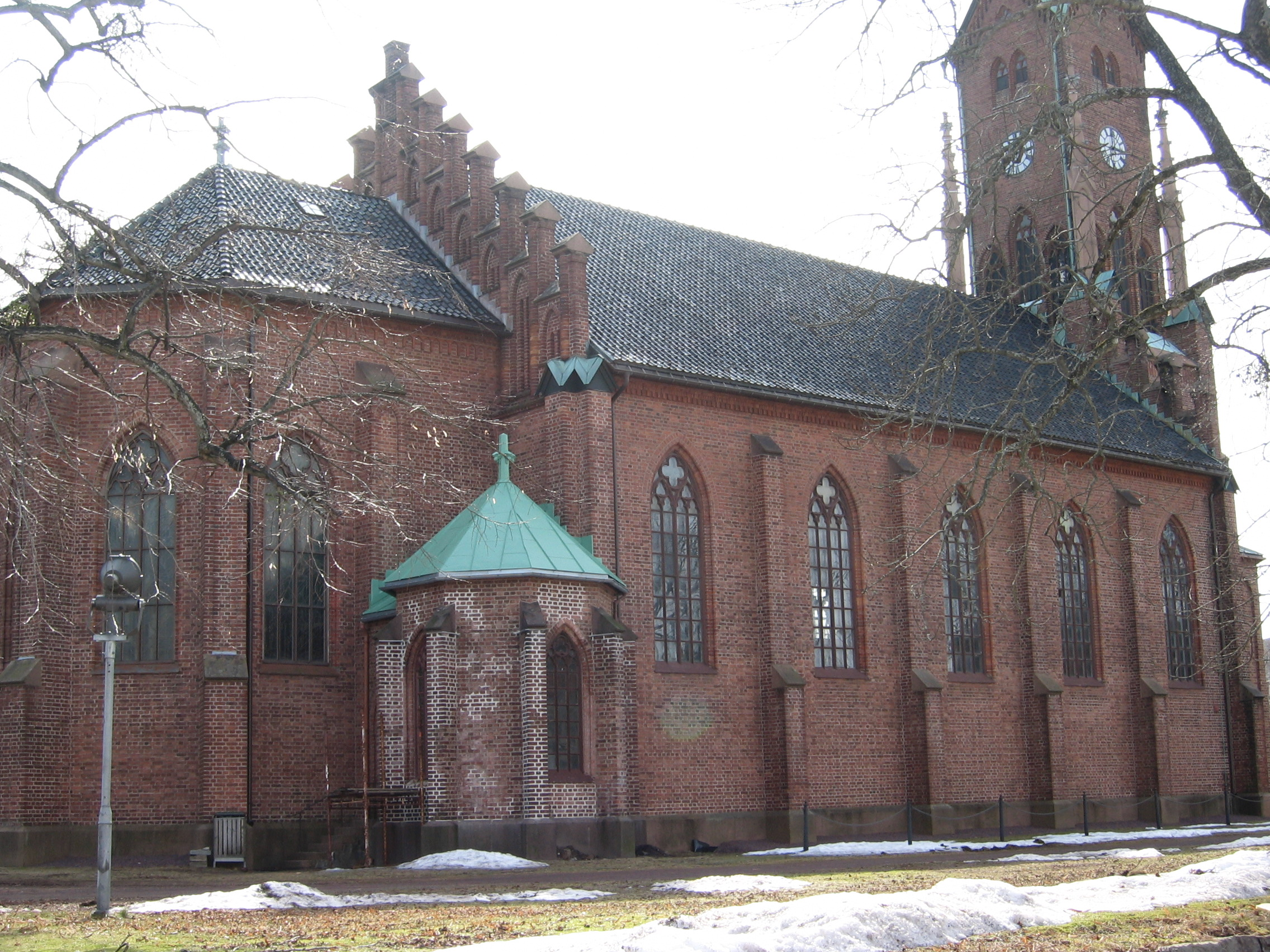
Гортенська церква, традиційно її називають гарнізонною церквою

У центрі міста знаходиться вулиця Торгет і парк на ній. Поруч із площею знаходиться кінотеатр «Гортен». Кінотеатр був побудований в 1936 році за проектом Крістофера Ланґе. Перший кінотеатр Гортена відкрився ще 18 квітня 1907 року. 
У Гортені також є кілька церков, найвідоміші з них це середньовічна каплиця Льовьой, що знаходиться на однойменному острові на крайній півночі муніципалітету і Гортенська церква на території колишньої військово-морської бази ВМС Норвегії Карлйогасвені.
У Гортені базуються футбольні клуби Ерн-Гортен, Борре і Фальк. У муніципалітеті також розміщені два гольфклуби, які мають 27 лунок.
З 2009 року щороку наприкінці червня проводиться фестиваль камерної музики Гортен. Каналрок, фестиваль панк-року, проводиться щоліта з 1991 року.

## Пам'ятки

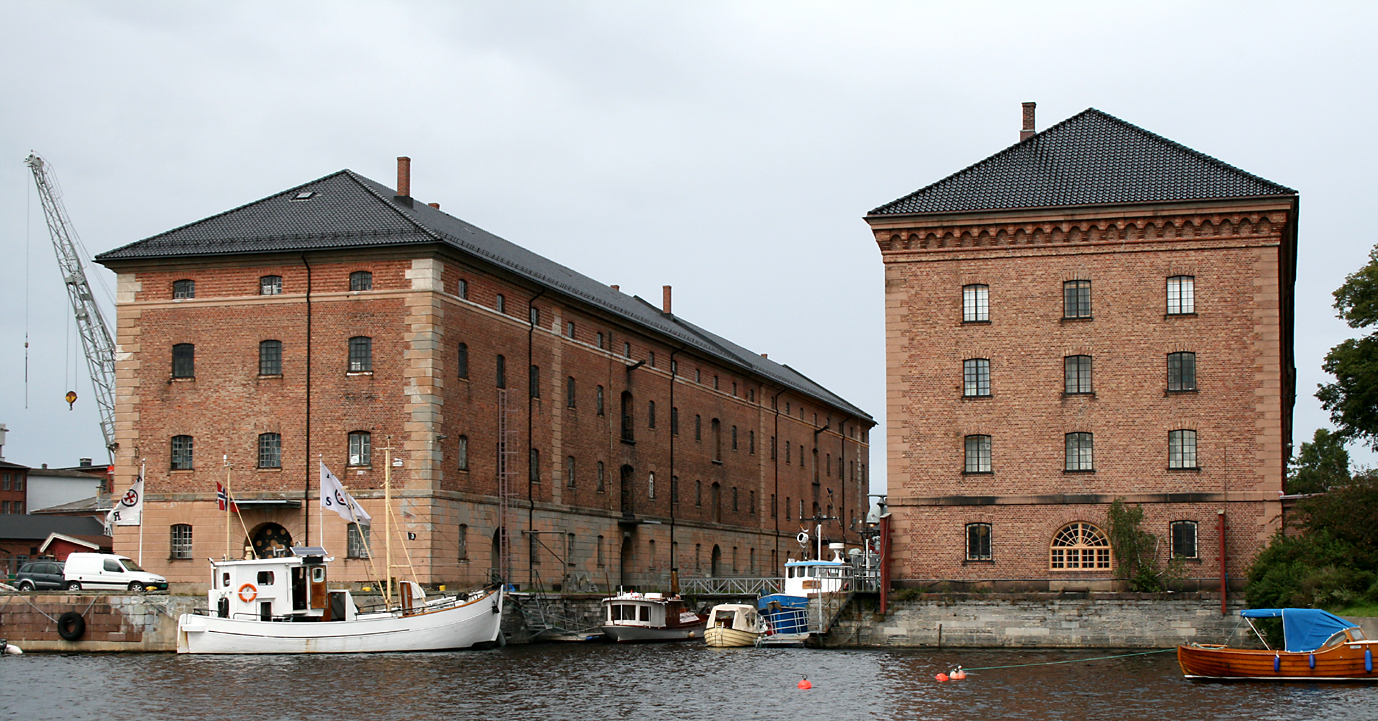
Карлйогасвен

- Музей фотографії Преуса — норвезький музей фотографії, заснований Лейфом Преусом у 1976 році та членами його сім'ї, як приватний музей. В 1995 році уряд Норвегії викупив колекцію у автора. В цій колекції велика кількість зображень різних тем та форм, та фотоапарати, що показують історію фотографії.
- Музей флоту — створений за наказом короля. Розташовується на колишній військово-морській базі Норвегії. Музей демонструє військово-морську історію від вікінгів до сучасності.
- Карлйогасвен — район колишньої військово-морської бази норвезького флоту 1818—1963 рр. Названий на честь Короля Швеції та Норвегії в період 1818—1844 р. Карла XIV Юхана. На даний момент всі будівлі бази знаходяться під охороною Управління культурних спадків Норвегії. База відкрита для публіки, лише острівець Вельос належить міністерству оборони Норвегії. Тут розташований підрозділ Інституту оборонних досліджень з військово-морського напряму.
- Гортенський автомобільний музей — демонструє повноцінну історію автомобіля, як нараховує в своїй колекції велику кількість старовинних автомобілів, мотоциклів та двигунів. Цей автомобільний музей вважається одним з найкращих в Скандинавії.

## Цікаві факти
- Головна вулиця Стогатен, є самою великою (за протяжністю) торговельною вулицею у Норвегії, яка освітлена старовинними вуличними ліхтарями і озеленена великими і малими деревами. На вулиці є багато магазинів, ресторанів і кав'ярень, останні в свою чергу підкреслюють його спокійну приморську атмосферу.
- В Гортені знаходиться єдиний кучер Норвегії. З його кіньми і каретою Гаррі Бєрке перевозить все, від молодих пар і новонароджених дітей до невеликих човнів, дерев.

### Культура
- (норв.) Бібліотека Гортену
- (норв.) Фільм клуб Гортену Архівовано січень 15, 2019 на сайті Wayback Machine.
- (норв.) Гольфклуб «Борре»
- (норв.) Спортклуб Фальк
- (норв.) Фальк Гандбол
- (норв.) Ерн-Гортен Футбол
- (норв.) Культурні заклади Гортену на мапі
- (норв.) Університетський коледж Вестфоллу

### Історія
- (норв.) Історичні фотографії з Гортена 1901-1938
- (норв.) Історичний архів колишнього муніципалітету Гортен (1837-1987) на Arkivportalen.no
- (норв.) Historiske arkiver etter tidligere Borre kommune (1837-1987) на Arkivportalen.no
- (норв.) Historiske arkiver etter tidligere Åsgårdstrand kommune (1837-1964) на Arkivportalen.no
- (норв.) Культурне середовище в Гортені